# Grande Fratello (settima edizione)
La settima edizione del reality show Grande Fratello è andata in onda in diretta in prima serata su Canale 5 dal 18 gennaio al 19 aprile 2007. È durata 92 giorni, ed è stata condotta per la seconda volta consecutiva da Alessia Marcuzzi, e con la partecipazione dell'inviato Marco Liorni per la settima volta consecutiva.
Moltissimi sono stati gli eventi che hanno caratterizzato questa edizione, a cominciare da Il Candidato, il programma che l'inviato della trasmissione Marco Liorni ha condotto sul Digitale terrestre qualche tempo prima dell'inizio del gioco e dove per la prima volta il pubblico ha avuto la possibilità di scegliere uno dei concorrenti. Novità anche riguardanti la casa: infatti, in questa edizione, la produzione del reality ha deciso di aggiungere, oltre all'abitazione in cui vivranno i protagonisti, una discarica, luogo di vita di quei concorrenti che nel corso del tempo sono stati considerati dal Grande Fratello I peggiori della settimana.
Inoltre, un'altra delle stanze aggiunte è la Stanza degli orrori, caratterizzata da un letto a baldacchino, ragnatele e vecchi mobili dove il Grande Fratello vi ha rinchiuso quei concorrenti che nel corso delle settimane si sono dimostrati dei "nullafacenti". Una delle stanze che invece ha più caratterizzato le vicende quotidiane dei concorrenti è stata la nuova suite, composta da tantissimi comfort, che ha fatto da sfondo alle avventure dei concorrenti che secondo il Grande Fratello meritassero una ricompensa. Come in ogni edizione, i concorrenti ogni settimana si sono sottoposti alla prova della settimana che ha decretato, secondo il giudizio della produzione, il loro budget settimanale.
La diretta della casa è stata mandata in onda sul Digitale terrestre di Mediaset Premium 24 ore su 24. Gli ascolti del programma, pur non essendo alti come in passato, hanno dimostrato il continuo interesse del pubblico verso lo show, tanto da convincere la produzione del programma a confermare un'ottava edizione.
L'edizione è stata vinta da Milo Coretti, che si è aggiudicato il montepremi di 500 000 €.

## Concorrenti
L'età dei concorrenti si riferisce al momento dell'ingresso nella casa.
| Concorrente             | Età     | Professione                | Luogo di nascita       | Stato                |
| ----------------------- | ------- | -------------------------- | ---------------------- | -------------------- |
| Milo Coretti            | 29 anni | Imprenditore               | Roma                   | Vincitore            |
| Alessandro Tersigni     | 27 anni | Vigile del fuoco           | Roma                   | Secondo classificato |
| Guendalina Canessa      | 25 anni | Impiegata                  | Firenze                | Terza classificata   |
| Andrea Spadoni          | 29 anni | Giornalista                | Lucca                  | Quarto classificato  |
| Francesca Paola Di Meo  | 28 anni | Autista                    | Napoli                 | Eliminata            |
| Massimo Brozzi          | 39 anni | Ingegnere                  | Roma                   | Eliminato            |
| Simona Mattioni         | 31 anni | Hostess                    | Ostia                  | Eliminata            |
| Sonia Gloria Roy        | 33 anni | Insegnante di inglese      | Londra                 | Eliminata            |
| Melita Toniolo          | 20 anni | Modella                    | San Biagio di Callalta | Eliminata            |
| Raniero Monaco di Lapio | 24 anni | Barman e agente di moda    | Londra                 | Eliminato            |
| Mirela Kovacevic        | 27 anni | Libera professionista      | Postumia               | Eliminata            |
| Francesco Testi         | 28 anni | Amministratore commerciale | Verona                 | Eliminato            |
| Gabriele Petronio       | 27 anni | Studente                   | Milano                 | Eliminato            |
| Alfredo Lo Bianco       | 27 anni | Operatore ecologico        | Palermo                | Eliminato            |
| Dominic Rubio Albarca   | 30 anni | Hostess, ballerina         | Barcellona             | Eliminata            |
| Michele Morsuillo       | 31 anni | Disoccupato                | Prato                  | Eliminato            |
| Salvatore Troise        | 29 anni | Bancario                   | Napoli                 | Eliminato            |
| Diana Kleimenova        | 25 anni | Segretaria                 | Vinnycja               | Eliminata            |
| Gabriella Malavasi      | 28 anni | Stagista                   | Bologna                | Eliminata            |

## Tabella delle nomination
Legenda
- In Eliminazione

|             | Settimana 1                               | Settimana 2             | Settimana 2                                                        | Settimana 3               | Settimana 4               | Settimana 5               | Settimana 6                           | Settimana 7                 | Settimana 7                      | Settimana 8                | Settimana 8                                                             | Settimana 9              | Settimana 9                                     | Settimana 10                     | Settimana 11                            | Settimana 12                           | Settimana 12                              | Ultima settimana                  | Ultima settimana                  | Numero totale di nomination |
| Giorno 8    | Settimana 1                               | Giorno 15               | Giorno 43                                                          | Settimana 3               | Settimana 4               | Settimana 5               | Settimana 6                           | Giorno 50                   | Giorno 50                        | Giorno 57                  | Giorno 57                                                               | Giorno 64                | Giorno 78                                       | Settimana 10                     | Settimana 11                            | Giorno 85                              |                                           | Ultima settimana                  | Ultima settimana                  | Numero totale di nomination |
| ----------- | ----------------------------------------- | ----------------------- | ------------------------------------------------------------------ | ------------------------- | ------------------------- | ------------------------- | ------------------------------------- | --------------------------- | -------------------------------- | -------------------------- | ----------------------------------------------------------------------- | ------------------------ | ----------------------------------------------- | -------------------------------- | --------------------------------------- | -------------------------------------- | ----------------------------------------- | --------------------------------- | --------------------------------- | --------------------------- |
| Milo        | Niente nomination                         | Niente nomination       | Niente nomination                                                  | Niente nomination         | Francesco Simona          | Alfredo                   | Massimo Raniero                       | Guendalina Mirela           | Mirela                           | Massimo Raniero            | Massimo                                                                 | Melita Simona            | Niente nomination                               | Francesca Simona                 | Francesca Massimo                       | Alessandro Andrea                      | Alessandro                                | Vincitore (Giorno 92)             | Vincitore (Giorno 92)             | 7                           |
| Alessandro  | Guendalina                                | Melita Michele          | Alfredo                                                            | Alfredo Melita            | Niente nomination         | Gabriele                  | Francesco Gabriele                    | Francesco Guendalina        | Mirela                           | Guendalina Massimo         | Massimo                                                                 | Francesca Guendalina     | Niente nomination                               | Guendalina Massimo               | Guendalina Massimo                      | Francesca Guendalina                   | Guendalina                                | Secondo classificato (Giorno 92)  | Secondo classificato (Giorno 92)  | 23                          |
| Guendalina  | Nessuno                                   | Niente nomination       | Niente nomination                                                  | Niente nomination         | Francesco Simona          | Nessuno                   | Francesco Massimo                     | Alessandro Melita           | Raniero                          | Massimo Melita             | Massimo                                                                 | Alessandro Milo          | Sonia                                           | Alessandro Massimo               | Alessandro Massimo                      | Alessandro Andrea                      | Alessandro                                | Terza classificata (Giorno 92)    | Terza classificata (Giorno 92)    | 28                          |
| Andrea      | Non in casa                               | Niente nomination       | Niente nomination                                                  | Niente nomination         | Francesca Simona          | Alessandro                | Gabriele Massimo                      | Massimo Simona              | Mirela                           | Massimo Simona             | Massimo                                                                 | Melita Simona            | Niente nomination                               | Massimo Simona                   | Guendalina Massimo                      | Alessandro Guendalina                  | Alessandro                                | Quarto classificato (Giorno 92)   | Quarto classificato (Giorno 92)   | 5                           |
| Francesca   | Niente nomination                         | Niente nomination       | Niente nomination                                                  | Niente nomination         | Gabriele Simona           | Nessuno                   | Alessandro Raniero                    | Melita Raniero              | Raniero                          | Massimo Raniero            | Massimo                                                                 | Alessandro Melita        | Sonia                                           | Alessandro Massimo               | Alessandro Massimo                      | Alessandro Milo                        | Eliminata (Giorno 85)                     | Eliminata (Giorno 85)             | Eliminata (Giorno 85)             | 15                          |
| Massimo     | Non in casa                               | Non in casa             | Non in casa                                                        | Non in casa               | Immune                    | Alfredo                   | Alessandro Raniero                    | Francesca Guendalina        | Raniero                          | Francesca Simona           | Simona                                                                  | In discarica             | Nominato                                        | Andrea Simona                    | Francesca Guendalina                    | Eliminato (Giorno 78)                  | Eliminato (Giorno 78)                     | Eliminato (Giorno 78)             | Eliminato (Giorno 78)             | 31                          |
| Simona      | Non in casa                               | Niente nomination       | Niente nomination                                                  | Niente nomination         | Francesco Gabriele        | Nessuno                   | Gabriele Massimo                      | Guendalina Massimo          | Raniero                          | Guendalina Massimo         | Massimo                                                                 | Andrea Milo              | Sonia                                           | Andrea Massimo                   | Eliminata (Giorno 71)                   | Eliminata (Giorno 71)                  | Eliminata (Giorno 71)                     | Eliminata (Giorno 71)             | Eliminata (Giorno 71)             | 15                          |
| Sonia       | Non in casa                               | Non in casa             | Non in casa                                                        | Non in casa               | Immune                    | Nessuno                   | Francesca Gabriele                    | Francesca Massimo           | Mirela                           | Guendalina Raniero         | Massimo                                                                 | Francesca Guendalina     | Guendalina                                      | Eliminata (Giorno 64)            | Eliminata (Giorno 64)                   | Eliminata (Giorno 64)                  | Eliminata (Giorno 64)                     | Eliminata (Giorno 64)             | Eliminata (Giorno 64)             | 3                           |
| Melita      | Nessuno                                   | Diana Salvatore         | Salvatore                                                          | Alessandro Michele        | Niente nomination         | Nessuno                   | Gabriele Milo                         | Francesco Guendalina        | Mirela                           | Guendalina Massimo         | Massimo                                                                 | Guendalina Milo          | Eliminata (Giorno 64)                           | Eliminata (Giorno 64)            | Eliminata (Giorno 64)                   | Eliminata (Giorno 64)                  | Eliminata (Giorno 64)                     | Eliminata (Giorno 64)             | Eliminata (Giorno 64)             | 13                          |
| Raniero     | Melita                                    | Melita Salvatore        | Salvatore                                                          | Alfredo Dominic           | Niente nomination         | Gabriele                  | Francesco Milo                        | Francesco Guendalina        | Nessuno                          | Francesca Guendalina       | Eliminato (Giorno 57)                                                   | Eliminato (Giorno 57)    | Eliminato (Giorno 57)                           | Eliminato (Giorno 57)            | Eliminato (Giorno 57)                   | Eliminato (Giorno 57)                  | Eliminato (Giorno 57)                     | Eliminato (Giorno 57)             | Eliminato (Giorno 57)             | 19                          |
| Mirela      | Nessuno                                   | Melita Salvatore        | Salvatore                                                          | Alessandro Alfredo        | Niente nomination         | Nessuno                   | Gabriele Milo                         | Francesco Guendalina        | Nessuno                          | Eliminati (Giorno 50)      | Eliminati (Giorno 50)                                                   | Eliminati (Giorno 50)    | Eliminati (Giorno 50)                           | Eliminati (Giorno 50)            | Eliminati (Giorno 50)                   | Eliminati (Giorno 50)                  | Eliminati (Giorno 50)                     | Eliminati (Giorno 50)             | Eliminati (Giorno 50)             | 9                           |
| Francesco   | Non in casa                               | Non in casa             | Non in casa                                                        | Niente nomination         | Guendalina Simona         | Raniero                   | Alessandro Raniero                    | Mirela Raniero              | Mirela Raniero                   | Eliminati (Giorno 50)      | Eliminati (Giorno 50)                                                   | Eliminati (Giorno 50)    | Eliminati (Giorno 50)                           | Eliminati (Giorno 50)            | Eliminati (Giorno 50)                   | Eliminati (Giorno 50)                  | Eliminati (Giorno 50)                     | Eliminati (Giorno 50)             | Eliminati (Giorno 50)             | 9                           |
| Gabriele    | Niente nomination                         | Niente nomination       | Niente nomination                                                  | Niente nomination         | Francesca Simona          | Alfredo                   | Alessandro Raniero                    | Eliminato (Giorno 43)       | Eliminato (Giorno 43)            | Eliminato (Giorno 43)      | Eliminato (Giorno 43)                                                   | Eliminato (Giorno 43)    | Eliminato (Giorno 43)                           | Eliminato (Giorno 43)            | Eliminato (Giorno 43)                   | Eliminato (Giorno 43)                  | Eliminato (Giorno 43)                     | Eliminato (Giorno 43)             | Eliminato (Giorno 43)             | 11                          |
| Alfredo     | Guendalina                                | Diana Raniero           | Raniero                                                            | Alessandro Raniero        | Dominic                   | Gabriele                  | Eliminato (Giorno 36)                 | Eliminato (Giorno 36)       | Eliminato (Giorno 36)            | Eliminato (Giorno 36)      | Eliminato (Giorno 36)                                                   | Eliminato (Giorno 36)    | Eliminato (Giorno 36)                           | Eliminato (Giorno 36)            | Eliminato (Giorno 36)                   | Eliminato (Giorno 36)                  | Eliminato (Giorno 36)                     | Eliminato (Giorno 36)             | Eliminato (Giorno 36)             | 8                           |
| Dominic     | Nessuno                                   | Diana Salvatore         | Salvatore                                                          | Alessandro Michele        | Niente nomination         | Eliminata (Giorno 29)     | Eliminata (Giorno 29)                 | Eliminata (Giorno 29)       | Eliminata (Giorno 29)            | Eliminata (Giorno 29)      | Eliminata (Giorno 29)                                                   | Eliminata (Giorno 29)    | Eliminata (Giorno 29)                           | Eliminata (Giorno 29)            | Eliminata (Giorno 29)                   | Eliminata (Giorno 29)                  | Eliminata (Giorno 29)                     | Eliminata (Giorno 29)             | Eliminata (Giorno 29)             | 3                           |
| Michele     | Guendalina                                | Diana Salvatore         | Salvatore                                                          | Alessandro Alfredo        | Eliminato (Giorno 22)     | Eliminato (Giorno 22)     | Eliminato (Giorno 22)                 | Eliminato (Giorno 22)       | Eliminato (Giorno 22)            | Eliminato (Giorno 22)      | Eliminato (Giorno 22)                                                   | Eliminato (Giorno 22)    | Eliminato (Giorno 22)                           | Eliminato (Giorno 22)            | Eliminato (Giorno 22)                   | Eliminato (Giorno 22)                  | Eliminato (Giorno 22)                     | Eliminato (Giorno 22)             | Eliminato (Giorno 22)             | 6                           |
| Salvatore   | Melita                                    | Dominic Michele         | Michele                                                            | Eliminato (Giorno 15)     | Eliminato (Giorno 15)     | Eliminato (Giorno 15)     | Eliminato (Giorno 15)                 | Eliminato (Giorno 15)       | Eliminato (Giorno 15)            | Eliminato (Giorno 15)      | Eliminato (Giorno 15)                                                   | Eliminato (Giorno 15)    | Eliminato (Giorno 15)                           | Eliminato (Giorno 15)            | Eliminato (Giorno 15)                   | Eliminato (Giorno 15)                  | Eliminato (Giorno 15)                     | Eliminato (Giorno 15)             | Eliminato (Giorno 15)             | 10                          |
| Diana       | Nessuno                                   | Melita Michele          | Eliminata (Giorno 15)                                              | Eliminata (Giorno 15)     | Eliminata (Giorno 15)     | Eliminata (Giorno 15)     | Eliminata (Giorno 15)                 | Eliminata (Giorno 15)       | Eliminata (Giorno 15)            | Eliminata (Giorno 15)      | Eliminata (Giorno 15)                                                   | Eliminata (Giorno 15)    | Eliminata (Giorno 15)                           | Eliminata (Giorno 15)            | Eliminata (Giorno 15)                   | Eliminata (Giorno 15)                  | Eliminata (Giorno 15)                     | Eliminata (Giorno 15)             | Eliminata (Giorno 15)             | 4                           |
| Gabriella   | Nessuno                                   | Eliminata (Giorno 8)    | Eliminata (Giorno 8)                                               | Eliminata (Giorno 8)      | Eliminata (Giorno 8)      | Eliminata (Giorno 8)      | Eliminata (Giorno 8)                  | Eliminata (Giorno 8)        | Eliminata (Giorno 8)             | Eliminata (Giorno 8)       | Eliminata (Giorno 8)                                                    | Eliminata (Giorno 8)     | Eliminata (Giorno 8)                            | Eliminata (Giorno 8)             | Eliminata (Giorno 8)                    | Eliminata (Giorno 8)                   | Eliminata (Giorno 8)                      | Eliminata (Giorno 8)              | Eliminata (Giorno 8)              | 0                           |
| Annotazioni | Vedi Nota 1                               | Vedi Note 2             | Vedi Note 2.1                                                      | Vedi Nota 3               | Vedi Note 4 e 4.1         | Vedi Nota 5               | Vedi Nota 6                           | Vedi Nota 7                 | Vedi Nota 8                      | Nessuna                    | Vedi Nota 9                                                             | Vedi Nota 9.1            | Vedi Nota 10                                    | Nessuna                          | Nessuna                                 | Nessuna                                | Vedi Nota 11                              | Nessuna                           | Nessuna                           |                             |
| Nominati    | Guendalina Melita Gabriella Michele       | Diana Salvatore         | Alessandro Alfredo Dominic Melita Michele Mirela Raniero Salvatore | Alfredo Michele           | Dominic Francesco         | Alfredo Gabriele Raniero  | Alessandro Francesco Gabriele Massimo | Francesco Massimo           | Mirela Raniero                   | Guendalina Massimo Raniero | Alessandro Andrea Francesca Guendalina Massimo Melita Milo Simona Sonia | Guendalina Melita        | Francesca Guendalina Simona Sonia Massimo Sonia | Alessandro Andrea Massimo Simona | Alessandro Francesca Guendalina Massimo | Alessandro Andrea Francesca Guendalina | Alessandro Andrea Guendalina Milo         | Alessandro Andrea Guendalina Milo | Alessandro Andrea Guendalina Milo |                             |
| Ritirati    | Nessuno                                   | Nessuno                 | Nessuno                                                            | Nessuno                   | Nessuno                   | Nessuno                   | Nessuno                               | Nessuno                     | Nessuno                          | Nessuno                    | Nessuno                                                                 | Nessuno                  | Nessuno                                         | Nessuno                          | Nessuno                                 | Nessuno                                | Nessuno                                   | Nessuno                           | Nessuno                           |                             |
| Espulsi     | Nessuno                                   | Nessuno                 | Nessuno                                                            | Nessuno                   | Nessuno                   | Nessuno                   | Nessuno                               | Nessuno                     | Nessuno                          | Nessuno                    | Nessuno                                                                 | Nessuno                  | Nessuno                                         | Nessuno                          | Nessuno                                 | Nessuno                                | Nessuno                                   | Nessuno                           | Nessuno                           |                             |
| Eliminati   | Guendalina 3 voti su 5 falsa eliminazione | Diana 73% per eliminare | Salvatore 5 voti su 8 per eliminare                                | Michele 58% per eliminare | Dominic 92% per eliminare | Alfredo 37% per eliminare | Gabriele 49% per eliminare            | Francesco 54% per eliminare | Mirela 5 voti su 9 per eliminare | Raniero 49% per eliminare  | Massimo 8 voti su 9 falsa eliminazione                                  | Melita 73% per eliminare | Sonia 57% per eliminare                         | Simona 61% per eliminare         | Massimo 64% per eliminare               | Francesca 47% per eliminare            | Alessandro 3 voti su 4 falsa eliminazione | Andrea 14% (su 4)                 | Guendalina 27% (su 3)             |                             |
| Eliminati   | Gabriella 70% per eliminare               | Diana 73% per eliminare | Salvatore 5 voti su 8 per eliminare                                | Michele 58% per eliminare | Dominic 92% per eliminare | Alfredo 37% per eliminare | Gabriele 49% per eliminare            | Francesco 54% per eliminare | Mirela 5 voti su 9 per eliminare | Raniero 49% per eliminare  | Massimo 8 voti su 9 falsa eliminazione                                  | Melita 73% per eliminare | Sonia 57% per eliminare                         | Simona 61% per eliminare         | Massimo 64% per eliminare               | Francesca 47% per eliminare            | Alessandro 3 voti su 4 falsa eliminazione | Alessandro 49% (su 2)             | Milo 51% per vincere              |                             |

- Nota 1: Guendalina e Melita sono nominate d'ufficio dal Grande Fratello, il quale che fa credere alle due, e agli altri concorrenti che la più nominatà abbandonerà il gioco, ma in realtà la persona in questione non sarà eliminata, bensì verrà portata in discarica, dove troverà gli altri concorrenti malcapitati, cioè Milo, Gabriele e Francesca. Alla fine della votazione, che riguardava solo gli uomini, la più votata è risultata Guendalina. Successivamente poi, il Grande Fratello ha annunciato che uno tra Gabriella e Michele verrà eliminata in apertura di seconda puntata.
- Nota 2: Melita è la migliore della settimana, per questa ragione si salva e non va al televoto.
- Nota 2.1: Dopo l'eliminazione di Diana i concorrenti sono chiamati a eliminare direttamente uno di loro. Dopo la votazione, il più votato risulta Salvatore con 5 voti su 8, così il ragazzo è costretto ad abbandonare definitivamente il gioco.
- Nota 3: Alessandro è il migliore della settimana, per questa ragione si salva e non va al televoto.
- Nota 4: Ad Alfredo viene affidato il compito di nominare d'ufficio uno dei suoi compagni d'avventura, il siciliano fa così il nome di Dominic.
- Nota 4.1: Simona è la migliore della settimana, per questa ragione si salva e non va al televoto.
- Nota 5: Le donne e Massimo sono immuni dalle nomination. A Francesco viene affidato il compito di nominare d'ufficio uno dei suoi compagni d'avventura, il ragazzo fa così il nome di Raniero.
- Nota 6: Raniero è il migliore della settimana, per questa ragione si salva e non va al televoto.
- Nota 7: Guendalina è la migliore della settimana, per questa ragione si salva e non va al televoto.
- Nota 8: Subito dopo la sua eliminazione, Francesco viene convocato dal Grande Fratello che gli chiede di fare due nomi, le persone da lui nominate andranno al ballottaggio e saranno gli altri concorrenti a decidere chi di loro potrà continuare la propria avventura, il ragazzo fa così i nomi di Raniero e Mirela, dopodiché lascia per sempre la casa. Dopo la votazione, da parte degli altri concorrenti rimasti in gioco, la più votata risulta Mirela, che deve abbandonare definitivamente il gioco.
- Nota 9: Dopo l'eliminazione di Raniero, i concorrenti sono chiamati ad eliminare direttamente uno di loro. Dopo la votazione, risulta Massimo il più votato, che dopo aver salutato i suoi compagni si avvia verso l'uscita, ma in quel momento, viene fermato da Alessia Marcuzzi, che gli propone di continuare la sua avventura nella casa solo se passerà una settimana in completa solitudine in discarica, dopodiché potrà tornare nella casa e così il ragazzo accetta.
- Nota 9.1: Milo è il migliore della settimana, per questa ragione si salva e non va al televoto.
- Nota 10: Dopo l'eliminazione di Melita, i concorrenti sono chiamati ad eliminare per l'ennesima volta uno di loro, ma con una variazione, infatti questo ballottaggio sarà riservato solo ed esclusivamente alle donne. Dopo la votazione la più votata risulta Sonia. Successivamente, viene aperto un televoto tra Massimo, in discarica, e Sonia, scelta dalle ragazze, ad avere la peggio è quest'ultima.
- Nota 11: Dopo l'eliminazione di Francesca, i concorrenti sono chiamati ancora una volta ad eliminare uno di loro, il più votato risulta Alessandro, che però prima di abbandonare la casa si sottopone ad un televoto, che decreta se lui può continuare la sua avventura nella casa. Dopo alcuni minuti, Alessia Marcuzzi annuncia al ragazzo il risultato del televoto che per sua fortuna è positivo, così diventa a tutti gli effetti uno dei quattro finalisti.

## Episodi di particolare rilievo
- Per pubblicizzare la settima edizione è stato creato uno spot a cui hanno partecipato i concorrenti delle precedenti edizioni, con l'accompagnamento sonoro del tema di Hymne di Vangelis.
- Due concorrenti, Andrea Marconi e Salvatore Troise, sono stati scelti attraverso la trasmissione Il candidato andata in onda su Mediaset Premium durante i mesi precedenti l'inizio del programma. Nella prima puntata di quest'edizione i due hanno dovuto attendere l'esito del televoto che doveva sentenziare chi dei due sarebbe entrato, appesi ad una gru. Salvatore ha avuto la meglio.
- Oltre alla Casa di 1600 m² (la più grande mai realizzata), è stato creato l'ambiente della "discarica" con un vecchio autobus (modello Iveco 316 Seac-Viberti del 1992, ex-COTRAL n. 211) come sala da pranzo e camera da letto, un confessionale in una Fiat 600 (detto Confessionauto) e altre cose essenziali, e la suite (un ambiente ispirato ai giardini dell'Eden con piscina, cascate, palme, piante).
- Un'ulteriore novità dell'edizione è una stanza di ispirazione gotica - la stanza degli orrori - con botole sul soffitto dalle quali potrà calare quanto partorito di volta in volta dalla fantasia degli autori.
- Due giorni dopo l'inizio, per la prima volta Mediaset Premium è costretta a censurare la diretta per qualche minuto a causa di alcune effusioni fin troppo intime tra i concorrenti Diana e Alessandro.
- Nel corso del programma si è venuti a conoscenza che il concorrente Raniero Monaco di Lapio è stato condannato in contumacia in primo grado con l'accusa di lesioni in seguito ad una rissa nel 2003. Né il concorrente né la produzione erano a conoscenza di questa condanna. Data la non definitività della condanna, la produzione ha deciso di non escludere il concorrente del gioco.
- Nella puntata di giovedì 15 febbraio 2007 la concorrente Dominic Rubio viene eliminata con il 92%, superando tutti i record del Grande Fratello.
- Nella puntata di giovedì 5 aprile in occasione della centesima puntata il Grande Fratello ha ospitato in casa il cantante napoletano Gigi D'Alessio.
- In questa edizione il concorrente Milo Coretti non è mai stato nominato (l'unica volta che la subisce viene salvato come migliore della prova), arrivando sino a vincere tale edizione; ad una richiesta della conduttrice Alessia Marcuzzi su cosa Milo avesse da dire agli italiani che, votandolo, lo avevano decretato vincitore, il concorrente ha ironicamente sentenziato: "Hanno buttato i loro soldi!".
- Nella puntata finale, ospiti di rilievo sono stati il cantante Tiziano Ferro, la showgirl Elisabetta Canalis e l'attore Claudio Amendola.

## Ascolti
| Puntata             | Messa in onda    | Telespettatori | Share  |
| ------------------- | ---------------- | -------------- | ------ |
| 1                   | 18 gennaio 2007  | 6 481 000      | 30,82% |
| 2                   | 25 gennaio 2007  | 5 551 000      | 24,38% |
| 3                   | 1º febbraio 2007 | 5 559 000      | 25,47% |
| 4                   | 8 febbraio 2007  | 5 503 000      | 25,13% |
| 5                   | 15 febbraio 2007 | 5 574 000      | 25,85% |
| 6                   | 22 febbraio 2007 | 5 693 000      | 25,32% |
| 7                   | 1º marzo 2007    | 4 501 000      | 19,50% |
| 8                   | 8 marzo 2007     | 5 379 000      | 25,81% |
| 9                   | 15 marzo 2007    | 5 372 000      | 25,04% |
| 10                  | 22 marzo 2007    | 5 436 000      | 25,34% |
| 11                  | 29 marzo 2007    | 5 693 000      | 25,31% |
| 12                  | 5 aprile 2007    | 5 286 000      | 25,76% |
| Semifinale          | 12 aprile 2007   | 5 771 000      | 26,37% |
| Finale              | 19 aprile 2007   | 5 951 000      | 31,13% |
| Media               | Media            | 5 553 000      | 25,80% |
| La nostra avventura | 26 aprile 2007   | 4 355 000      | 20,46% |